# Расмус Мюргрен
Расмус Мюргрен  (швед. Rasmus Myrgren, 25 листопада 1978) — шведський яхтсмен, олімпійський медаліст.

## Виступи на Олімпіадах
| Олімпіада   | Дисципліна | Місце |
| ----------- | ---------- | ----- |
| Пекін 2008  | Лазер      | 6     |
| Лондон 2012 | Лазер      | 3     |